# ヴィルヘルム・フォン・プロイセン (1882-1951)
ヴィルヘルム・フォン・プロイセン（ドイツ語: Wilhelm von Preußen, 1882年5月6日 - 1951年7月20日）は、プロイセン及びドイツの王族・皇族、陸軍軍人、政治活動家。ドイツ皇帝ヴィルヘルム2世の長男で、最後のドイツ皇太子。陸軍の最終階級は歩兵大将。

## 来歴

### 出生

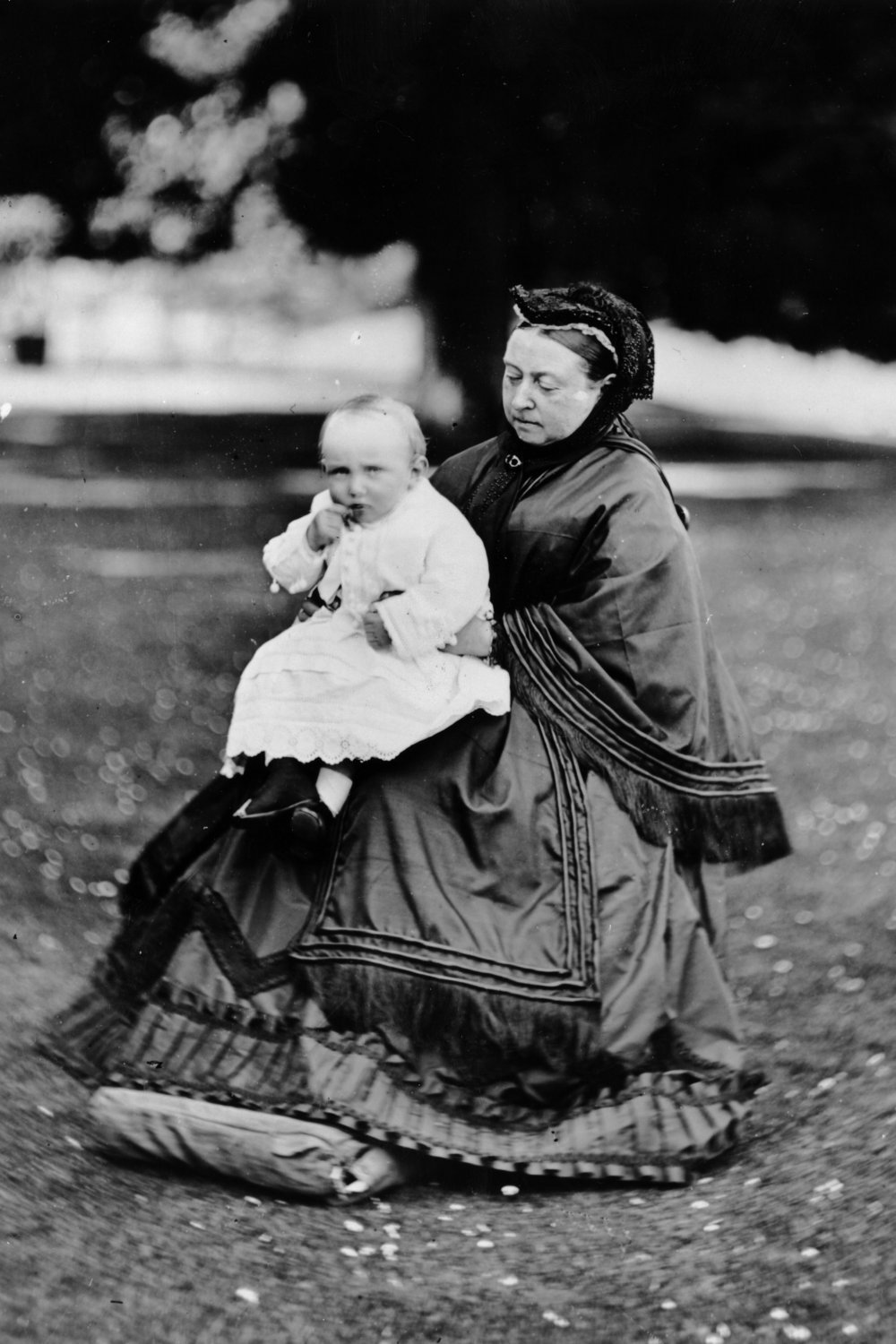
曾祖母ヴィクトリア女王に抱かれるヴィルヘルム（1883年）

ヴィルヘルムは1882年5月6日、ヴィルヘルム2世（当時皇長孫）とその妃であったシュレースヴィヒ＝ホルシュタイン公フリードリヒ8世の娘アウグステ・ヴィクトリアの間に第1子としてポツダムの大理石宮殿で生まれた。全名はフリードリヒ・ヴィルヘルム・ヴィクトル・アウグスト・エルンスト（Friedrich Wilhelm Victor August Ernst）と名付けられた。誕生時、ヴィルヘルムは祖父（フリードリヒ3世）、父（ヴィルヘルム2世）に次ぐ皇位継承第3位の立場を得た。
ヴィルヘルム2世は母ヴィクトリアと険悪な関係だったため、ヴィルヘルムの養育については叔母ヘレナに意見を求めた。こうした息子の態度を見たヴィクトリアは、彼の祖母であるヴィクトリア女王の心証を傷付ける行為だと非難した。
1888年、曽祖父ヴィルヘルム1世及び皇位を継いだ祖父フリードリヒ3世が相次いで崩御し、父ヴィルヘルム2世が即位したことに伴い皇太子となった。学生時代をボン大学で過ごし、在学中は父と同様に学生組合コーア・ボルシア・ボンのメンバーだった。1905年6月6日にメクレンブルク＝シュヴェリーン大公女ツェツィーリエと結婚した。ヴィルヘルムは普及し始めたサッカーに興味を持ち、1908年にドイツサッカー連盟にカップを寄付している。1914年、ヴィルヘルム2世は息子家族のためにツェツィーリエンホーフ宮殿の建設を命じている。宮殿は1917年に完成し、ヴィルヘルムの暮らしの拠点となった。

### 第一次世界大戦

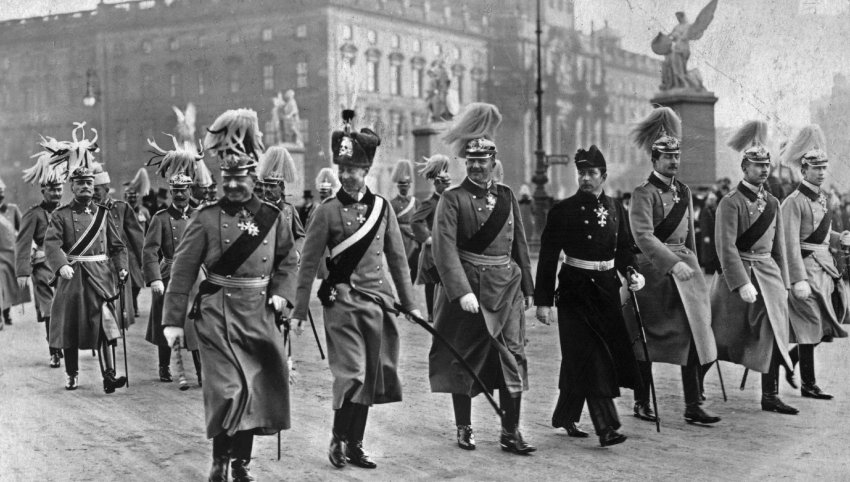
ベルリン王宮前を行進するヴィルヘルム2世と息子たち。左からヴィルヘルム2世、ヴィルヘルム、アイテル・フリードリヒ、アーダルベルト、アウグスト・ヴィルヘルム、オスカー、ヨアヒム（1913年）

第一次世界大戦勃発後の1914年8月、ヴィルヘルムは第5軍司令官に任命され西部戦線に赴任した。しかし、この時点でヴィルヘルムは連隊規模以上の部隊を指揮したことがなかったため、ヴィルヘルム2世はプロイセン参謀本部のコンスタンティン・シュミット・フォン・クノーベルスドルフを参謀長に任命し、息子を補佐するように命じている。ヴィルヘルム2世は「君に第5軍の指揮を委ねる。皇太子は君の判断に従うだろう」と発言しており、クノーベルスドルフが実質的な司令官となった。10月には軍司令官として外国人特派員に向けて以下のプレス発表を行っている。

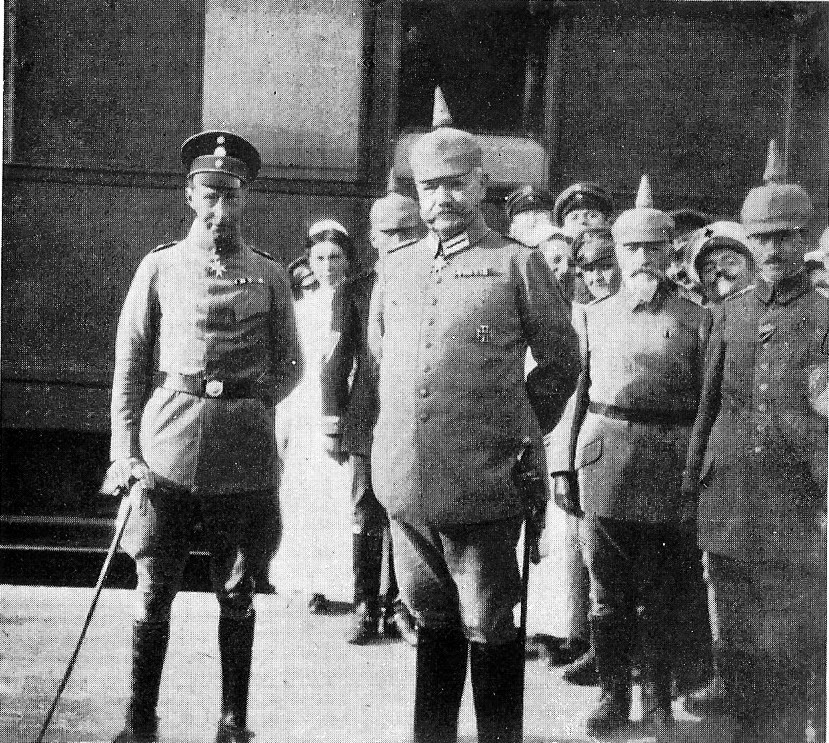
ヴィルヘルムとヒンデンブルク（1916年）

1916年のヴェルダンの戦いでドイツ軍を指揮したが、ヴェルダンの攻略に固執して戦力を逐次投入したため多大な損害を出す結果となった。被害の甚大さを痛感したクノーベルスドルフと参謀総長エーリヒ・フォン・ファルケンハインは攻撃の中止を進言するが、消耗戦の概念とそれに基づくゲリヒト（裁判）作戦を理解しないヴィルヘルムは聞き入れず、攻撃を承認させ戦闘を続行した。しかし、ロシア軍のブルシーロフ攻勢、イギリス軍のソンム攻勢が開始されると戦力を分散させる必要が出たため、戦線は縮小していった。ヴィルヘルムは11月に第5軍司令官を退任したが、その後は軍集団「ドイツ皇太子」司令官として軍務を執り続けた。1917年に参謀次長エーリヒ・ルーデンドルフと帝国宰相テオバルト・フォン・ベートマン・ホルヴェークが対立した際には、ルーデンドルフに与してホルヴェークの失脚に協力した。こうした行為は結果的にヴィルヘルム2世の影響力低下を招くこととなった。
1918年にドイツ革命が発生した際、参謀長フリードリヒ・フォン・デア・シューレンブルクとカール・フォン・オイネムに亡命を進言され拒否したが、11月10日に人民委員評議会によって軍集団司令官を解任された。参謀総長パウル・フォン・ヒンデンブルクは内戦を避けるためヴィルヘルム2世と共に亡命するように進言し、進言を受け入れたヴィルヘルムはオランダに亡命しウィーリンゲン島に抑留された。11月28日にヴィルヘルム2世が退位宣言書に署名し、12月1日にはヴィルヘルムも退位宣言書に署名した。

### ヴァイマル共和政

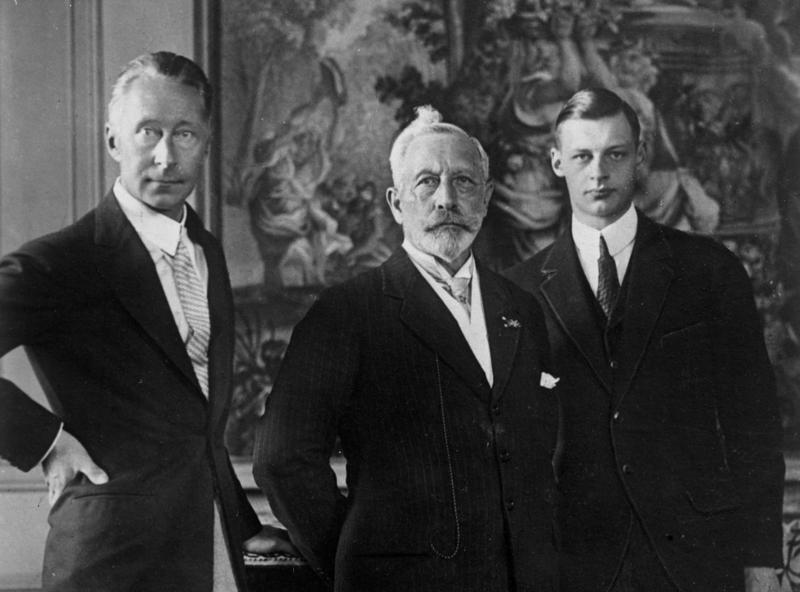
左からヴィルヘルム、父ヴィルヘルム2世、長男ヴィルヘルム（1927年）

1921年、オランダを訪問したグスタフ・シュトレーゼマンと会談し、一市民としてドイツに帰国したい旨を伝えた。1923年にシュトレーゼマンがドイツ国首相に就任すると、政治活動をしないことを条件に帰国が認められ、11月23日にドイツに帰国してツェツィーリエンホーフ宮殿に再び居住した。
しかし、ヴィルヘルムはシュトレーゼマンとの約束を破り政治活動を始め、1928年にはベニート・ムッソリーニのファシズムを称賛し、1930年には鉄兜団、前線兵士同盟に加わりハルツブルク戦線の結成に参加した:13。1932年ドイツ大統領選挙ではヒンデンブルクとナチ党のアドルフ・ヒトラーの競合で右翼の票が分散することを防ぐため、統一候補として出馬することをドイツ国家人民党と協議したが、オランダに亡命中の父から反対され中止し、ヒトラーを支持するようになった:13。
ヴィルヘルムとヒトラーは1926年にツェツィーリエンホーフ宮殿で会談しており、その際にヒトラーが帝政の復活を約束したことから両者の関係が始まった。1932年4月14日、ハインリヒ・ブリューニング内閣が突撃隊・親衛隊の活動禁止令を出した際には、内務大臣ヴィルヘルム・グレーナーに抗議している 。また、1933年に会談した際には「ヒトラー大統領、ヴィルヘルム首相」として権力を二分することを提案し、ヒトラーも提案を受け入れたが、この計画も父の反対に遭い失敗している。この際、ヴィルヘルム2世は「計画を実行し首相になるということは共和国に忠誠を誓うということだ。もしそうするならば廃嫡し、ホーエンツォレルン家から追放する」と迫ったという。

### ナチス・ドイツ

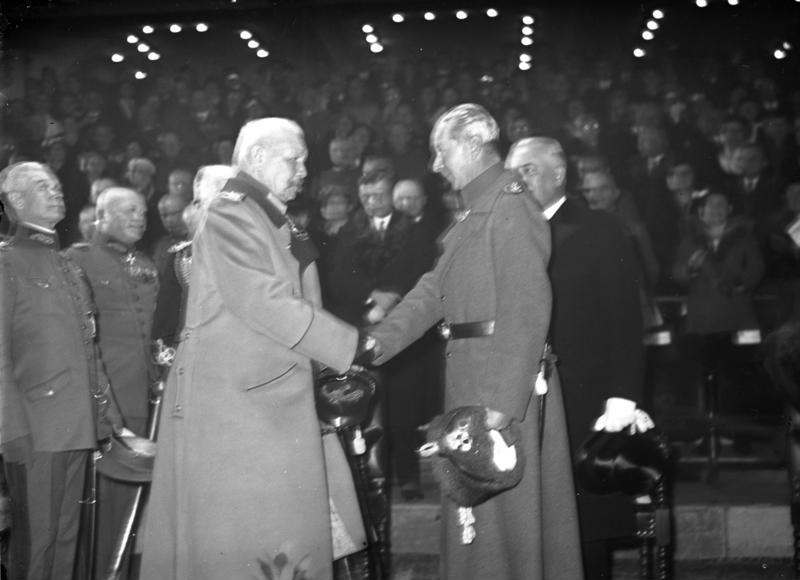
ヴィルヘルムとヒンデンブルク（1933年）

1933年1月30日、ヒトラー内閣が成立した際には「ヒトラーはムッソリーニのように成功を収めることになる」とヒトラーの首相就任を歓迎した。同年突撃隊に入隊し、1934年には国家社会主義自動車軍団（NSKK）に参加した。ヴィルヘルムはナチ党の広告塔として各地を巡り、ヒトラー政権を宣伝して回った。ヴィルヘルムはジェラルディン・ファーラーに宛てた手紙に「ユダヤ人はキリスト教徒を追放し経済危機を招いた。華麗なる指導者ヒトラーは共産主義者との戦いのために更なる時間を必要としており、全世界のために彼を称賛しなければならない」と記している。
しかし、1934年の長いナイフの夜で友人であったクルト・フォン・シュライヒャーが粛清されると、ナチ党と距離を置くようになった。また、側近のルイ・ミュルダール・フォン・ミュルンハイムが逮捕され、4週間に渡り拘留されたことで、ヒトラーは帝政を復活させる気がないと判断し、両者の関係が悪化した。1936年に第二次エチオピア戦争に勝利したムッソリーニに祝電を送ったが、エチオピア帝国に武器を輸出して戦争の長期化を図っていたナチ党指導部と対立し、NSKKを脱退した。その後は反ヒトラー派の中でも帝政復活を目指すグループとの関係を構築し、ヒトラー失脚後に皇帝に即位することを望んでいた。1941年に父が死去すると、プロイセン王家の家長を相続した。

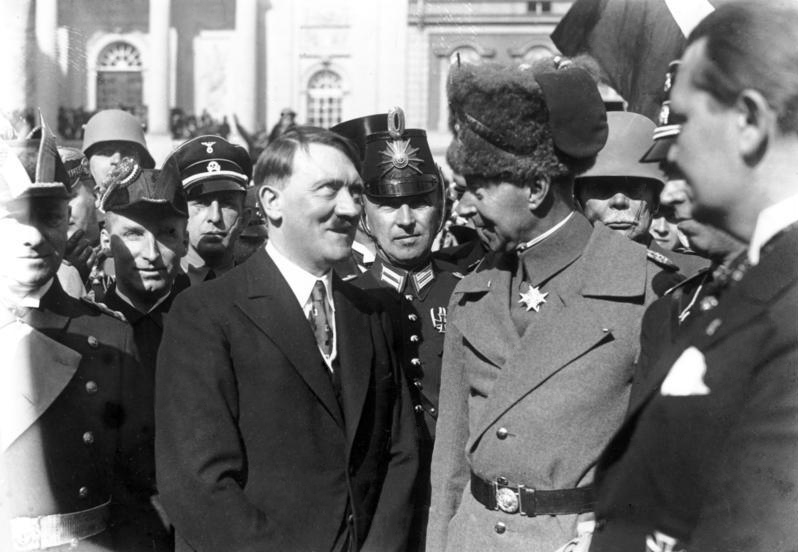
ヴィルヘルムとヒトラー（1933年）

1944年、7月20日事件が発生するとヴィルヘルム一家はゲシュタポの監視下に置かれるようになった:11–15。1945年1月に胆嚢と肝臓の治療のためオーベルストドルフに向かい、ツェツィーリエと次男ルイ・フェルディナントは2月に赤軍から逃れるため、バート・キッシンゲンに疎開した。その後、ツェツィーリエンホーフ宮殿は赤軍に接収され、ポツダム会談の舞台になった:15–16。
1945年5月の敗戦時、ヴィルヘルムはフォアアールベルク州で逮捕され、第一次世界大戦時の戦争犯罪者としてリンダウに連行され、フランス軍のジャン・ド・ラトル・ド・タシニー大将の下で3週間拘留された後、ホーエンツォレルン城に軟禁された。10月からはヘッヒンゲンに移送され軟禁されるが、半径25キロ以内での行動の自由が認められた。1951年7月20日に長年に渡る喫煙が原因で心臓発作を起こし死去した。遺体はホーエンツォレルン城に埋葬され、後にツェツィーリエや子供たちの遺体も同地に埋葬された。

## 子女

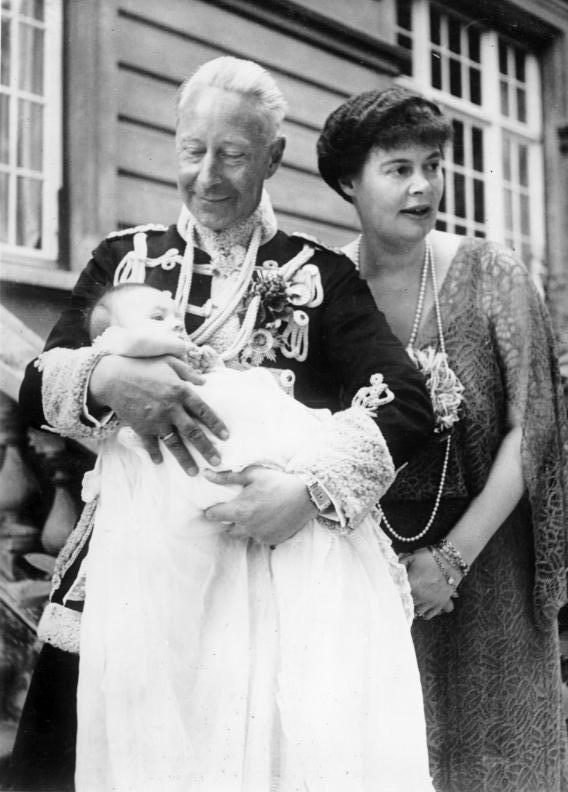
孫娘フェリーツィタス（長男ヴィルヘルムの娘）を抱くヴィルヘルム夫妻（1934年）

ヴィルヘルムは1905年6月6日にメクレンブルク＝シュヴェリーン大公フリードリヒ・フランツ3世の娘ツェツィーリエと結婚した。彼女との間には以下の4男2女をもうけた。
- ヴィルヘルム・フリードリヒ・フランツ・ヨーゼフ・クリスティアン・オーラフ（1906年 – 1940年）
- ルイ・フェルディナント・ヴィクトール・エドゥアルト・アーダルベルト・ミヒャエル・フーベルトゥス（1907年 - 1994年）
- フーベルトゥス・カール・ヴィルヘルム（1909年 - 1950年）
- フリードリヒ・ゲオルク・ヴィルヘルム・クリストフ（1911年 - 1966年）
- アレクサンドリーネ・イレーネ（1915年 - 1980年）
- ツェツィーリエ・ヴィクトーリア・アナスタージア・ツィタ・ティーラ・アーデルハイト（1917年 - 1975年）